# مالواجرد
مالواجرد، روستایی در دهستان جرقویه علیا، بخش جرقویه علیا، شهرستان جرقویه در استان اصفهان ایران است.
این روستا در حاشیه جنوب غربی تالاب بین المللی گاوخونی و در فاصله ۴۰ کیلومتری مرکز شهرستان ورزنه و ۱۲۰ کیلومتری جنوب شرقی شهر اصفهان و در مرز استانی اصفهان ،فارس و یزد واقع شده است.

قومیت مردم روستای مالواجرد‌‌ پارسی و برخلاف شهرها و روستاهای همجوار که اکثراً به زبان ولاتی شاخه ای از زبان پهلوی ساسانی صحبت می‌کنند, زبان و گویش مردم مالواجرد‌‌ پارسی و با لهجه نزدیک به تهرانی و شیرازی می‌باشد.
جمعیت  فعلی ساکن در روستای مالواجرد بالغ بر ۹۰۰ نفر می‌باشد که مهاجرت زیادی به تهران در سال‌های گذشته وجود داشته است به‌طوریکه در ایام تعطیلات عید نوروز شمار جمعیت روستا بصورت چشمگیر و قابل توجهی افزایش می‌یابد و در گذشته نه چندان دور روستای مالواجرد در تمامی زمینه‌ها از روستاهای همجوار پیشرفته تر بوده ولی به علت بحران خشکسالی شدید و همچنین مهاجرت ۹۰ درصدی جمعیت این روستا به شهر تهران نتوانسته جایگاه سابق خود را در منطقه حفظ نماید.شغل شاخص مالواجردیهای مقیم تهران تولید ساعت دیواری  میباشد که توانسته سهم قابل توجه ای از تولید این محصول در کشور را به خود اختصاص دهد.
مالواجرد آب و هوای کویری و معتدل و خشک دارد. کوه‌های دملاح، کوتوره و سفید در شمال آبادی است و دریاچه نمک تالاب گاوخونی و کویر خارا در ۱۶ کیلومتری شق آن قرار دارد.  وجود یک چشمه آب طبیعی زیبا در دل کویر، یک مسجد قدیمی، کوچه‌های باریک و مسقف، قلعه، چندین برج دفاعی، کبوتر خانه و کوچه باغ‌های آن بر زیبایی روستا افزوده است
بافت تاریخی و سنتی در جنوب و آکواریوم طبیعی در مرکز و چسبیده به قلعه باستانی روستای تاریخی مالواجرد قرار دارد.
دو سد خاکی در شمال غربی و غرب و یک رودخانه فصلی در جنوب و مراتع کشاورزی در حاشیه این روستا قرار دارند.
امامزاده مالورد‌، بقعه میراسماعیل و مسجد تاریخی جامع  که معماری آن نشان میدهد در دوران صفویه بنا شده است از نقاط مذهبی این روستا به شمار می آید.
بافت روستا در حال تغییر بوده و امید است با همت اهالی و مدیریت روستا و توجه مسئولین مربوطه روند تغییر در بافت روستا پایان یافته و مرمت بافت‌های فرسوده آغاز گردد.
نام مالواجرد‌‌ در اسناد تاریخی
سندی معتبر مربوط به حدود ۵۰۰ سال پیش .. دستور شاه_طهماسب صفوی میباشد ، در خصوص بخشش مالیات از اهالی اصفهان و توابع آن
در این حکم از بخش جنوب و جنوب شرق اصفهان فقط روستای_مالواجرد و قمشه( شهرضا ) در آن ذکر شده است . اهمیت و توسعه مالواجرد در آن زمان زبانزد و سرآمد روستاهای اصفهان بوده بطوریکه غیر از نام مالواجرد  از بلاد جرقویه علیا و سفلی ، هیچ روستای دیگری نام برده نشده است .
این حکم بر روی سنگی با خطوط برجسته 
در مسجدجامع اصفهان وجود دارد.
منبع: کتاب گنجینه آثار تاریخی اصفهان نویسنده: لطف الله هنرفر صفحه 156 و 157

## جمعیت
بر پایه سرشماری عمومی نفوس و مسکن در سال ۱۳۹۵ جمعیت این روستا ۹۰۷ نفر (۳۲۶خانوار) بوده‌است.